# Marlene Weybøll
Marlene Weybøll (født 17. april) er en dansk forfatter og radiovært. Hun er forfatteren bag webloggen Singleton, som startede i oktober 2005 på det danske weblog-forum Smartlog. Siden 2018 har hun været vært og producer for podcasten Reality Tjek.

## Uddannelse og karriere
Marlene Weybøll er uddannet bibliotekar og har blandt andet arbejdet som bibliotekar på Gentofte Hovedbibliotek. Efter bloggen Singleton blev populær, stoppede Marlene Weybøll som bibliotekar og blev radiovært. Først (2006-2007) på The Voice, hvor hun lavede morgenradio sammen med Dennis Ravn, Kevin Tandrup og senere Allan Würtz. Dernæst blev hun ansat på Danmarks Radio (2008-2009), hvor hun lavede Boogieradio sammen med Score Emil. Her lavede hun også en smule Boogie tv, blandt andet den røde løber til Boogie prisen (2008) og videoblog fra Skanderborg Festival (2008).
I 2009 udkom bloggen Singleton som roman på forlaget People's Press. Bogen hedder som bloggen også Singleton.
I januar 2010 udkom bogen Singleton - Den perfekte fiaskospiral, også på People's Press.
Bloggen og bøgerne er inspireret af chicklit-genren og skulle efter sigende være baseret på Marlene Weybølls eget liv og erfaringer.

## Eksterne links
- Marlene Weybøll – forlagets website (Webside ikke længere tilgængelig)